# Ryan Gomes
Ryan Anthony Gomes  (Waterbury, Connecticut; 1 de septiembre de 1982) es un exjugador y entrenador de baloncesto estadounidense, de origen caboverdiano, que disputó ocho temporadas en la NBA. Con 2,01 metros de estatura, jugaba en la posición de ala-pívot. 

## Trayectoria deportiva

### High School
Asistió al instituto Wilby High School en Waterbury (Connecticut), donde fue el capitán del equipo en sus últimos dos años, promediando 26,9 puntos, 16 rebotes, 5 asistencias y 3 tapones por encuentro.

### Universidad
Disputó cuatro temporadas con los Friars de la Universidad de Providence.

### Profesional

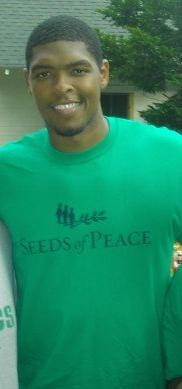
Gomes en 2007.

Fue elegido por Boston Celtics en la posición 50 del draft de la NBA de 2005. Al término de su primera temporada fue incluido en el segundo mejor quinteto de rookies.
Después de dos temporadas en Boston, el 31 de julio de 2007, es traspasado junto a Gerald Green, Al Jefferson, Theo Ratliff, Sebastian Telfair, a Minnesota Timberwolves a cambio de Kevin Garnett. El 21 de enero de 2008, consiguió la mejor anotación de su carrera con 35 puntos ante Golden State Warriors. Disputó los 82 encuentros de la temporada 2007-08 con los Timberwolves, siendo titular en 74 de ellos, y promediando 12,6 puntos y 5,8 rebotes por encuentro. También disputó los 82 encuentro de la siguiente temporada, 76 de titular, y promedió 13,3 puntos.
Tras tres temporadas en Minnesota, el 24 de junio de 2010, es traspasado a los Portland Trail Blazers junto a los derechos de Luke Babbitt a cambio de Martell Webster, pero fue cortado el 29 de junio.
El 8 de julio de 2010, firma por Los Angeles Clippers. Tras dos temporadas en Los Ángeles, el 17 de julio de 2012, es cortado.
El 22 de noviembre de 2012, firma por una temporada por los Artland Dragons de la Basketball Bundesliga alemana.
El 7 de agosto de 2013, firma por los Oklahoma City Thunder. El 7 de enero de 2014, es traspasado a los Boston Celtics en un intercambio entre tres equipos, pero ese mismo día es cortado por los Celtics.
El 11 de septiembre de 2014, firma por el Laboral Kutxa de la liga española, pero el 27 de octubre, se desvincula del equipo, tras la disputa de un único encuentro en la ACB.
El 7 de enero de 2016, es adquirido por Los Angeles D-Fenders de la NBA Development League. Lideró al equipo a las finales, donde perdieron 2–1 ante los Sioux Falls Skyforce. En 40 encuentros, promedió 18,7 puntos, 8,2 rebotes por encuentro, siendo incluido en el tercer quinteto de la D-League, y dado su rendimiento fue nombrado Jugador de más impacto de la D-League.

### Entrenador
El 23 de agosto de 2016, se une como asistente al equipo técnico de los Long Island Nets, de la NBA Development League. Donde pasó una temporada.
En agosto de 2021, es nombrado técnico principal del Team Overtime, un equipo que compite en la Overtime Elite (OTE).

## Estadísticas de su carrera en la NBA

### Temporada regular
| Año     | Equipo        | PJ  | PT  | MPP  | %TC  | %3P  | %TL  | RPP | APP | ROB | TPP | PPP  |
| ------- | ------------- | --- | --- | ---- | ---- | ---- | ---- | --- | --- | --- | --- | ---- |
| 2005-06 | Boston        | 61  | 33  | 22.6 | .487 | .333 | .752 | 4.9 | 1.0 | .6  | .1  | 7.6  |
| 2006-07 | Boston        | 73  | 60  | 31.2 | .467 | .381 | .811 | 5.6 | 1.6 | .7  | .2  | 12.1 |
| 2007-08 | Minnesota     | 82  | 74  | 29.7 | .457 | .330 | .830 | 5.8 | 1.8 | .8  | .1  | 12.6 |
| 2008-09 | Minnesota     | 82  | 76  | 31.9 | .431 | .372 | .807 | 4.8 | 1.6 | .8  | .3  | 13.3 |
| 2009-10 | Minnesota     | 76  | 64  | 29.1 | .447 | .372 | .825 | 4.6 | 1.6 | .8  | .2  | 10.9 |
| 2010-11 | L.A. Clippers | 76  | 62  | 27.6 | .410 | .341 | .718 | 3.3 | 1.6 | .8  | .2  | 7.2  |
| 2011-12 | L.A. Clippers | 32  | 2   | 13.3 | .326 | .138 | .727 | 1.9 | .4  | .5  | .0  | 2.3  |
| 2013-14 | Oklahoma City | 5   | 0   | 6.8  | .375 | .000 | .000 | .8  | .2  | .0  | .0  | 1.2  |
| Total   | Total         | 482 | 371 | 27.9 | .445 | .350 | .799 | 4.6 | 1.5 | .7  | .2  | 10.2 |